# Bloc Party
Bloc Party és un grup d'Indie Rock / Post-Punk, procedent d'Essex, Anglaterra (Regne Unit).
Bloc Party es va formar en 1998 quan el vocalista i guitarrista anglès Kele Okereke va conèixer en una edició del festival de música de Reading a qui seria guitarrista del grup Russell Lissack. Aquest últim coneixia als altres dos components, Gordon Moakes (baixista) i Matt Tong (bateria). Russell va contactar amb Gordon i Matt per telèfon i es va materialitzar la idea.
Més tard, Kele es va encarregar d'enviar una petita maqueta al grup escocès Franz Ferdinand, els qui els van invitar a tocar en una festa de la seua discogràfica.
No sempre s'han anomenat com ara: van començar amb el nom de "The Angel Range", es van transformar en "Diet", després en "Union" i, a finals de 2003 van prendre el nom de "Bloc Party".

## Membres
- Kele Okereke - Veu i guitarra
- Russell Lissack - Guitarra
- Gordon Moakes - Baix
- Matt Tong - Bateria

## Discografia

### Àlbums d'estudi
- Silent Alarm (Wichita/V2) - llençat el 14 de febrer del 2005

- A Weekend in the City (Wichita/V2) - llençat el 5 de febrer del 2007

- Intimacy (Wichita) - llençat el 7 de juliol del 2008

- Four (Frenchkiss) - llençat el 20 d'agost del 2012

- Hymns (BMG / Infectious al UK / Vagrant als USA) - llençat el 29 de gener del 2016

### Àlbums recopilatoris
- Silent Alarm Remixed - agost de 2005, n. 54 al Regne Unit

- Intimacy Remixed - maig de 2009, n. 79 al Regne Unit

### EPs
- Bloc Party EP - setembre de 2004, només a Europa, Amèrica del Nord, Japó i Austràlia, però importat en grans quantitats a la tardor de 2004 al Regne Unit.
- Little Thoughts EP - desembre de 2004, només al Japó.

### Singles
De Silent Alarm
- "She's Hearing Voices"
- "Banquet"
- "Little Toughts"
- "Helicopter"
- "So Here We Are"
- "Banquet" (reedició)
- "The Pionners"
- "Two More Years"

De A Weekend in the City
- "The Prayer"
- "I Still Remember"
- "Haunting for Witches"
- "Flux"

De Intimacy
- "Mercury"
- "Talons"
- "One Month Off"

De Intimacy Remixed
- "Signs" (Armand Van Helden Remix)

Simples sense àlbum
- "One More Chance"